# Vojtěch Jandečka
Vojtěch Jandečka (3. října 1914 Neurazy – 28. července 1973 Praha) byl český právník, který se snažil prosazovat myšlenky křesťanskodemokratické politiky. Za své politické aktivity byl však postihován nejprve nacistickým a poté komunistickým režimem. V českých i slovenských věznicích známých krutými podmínkami strávil dohromady 18 let, přičemž část posledního trestu mu byla ještě prominuta kvůli vážnému zdravotnímu stavu.

## Život
Vojtěch Jandečka se narodil v Neurazech u Nepomuka křesťanským rodičům Jakubu Jandečkovi (1874–1967) a Marii, roz. Beníškové (1876–1931).[zdroj?] V roce 1936 odešel do Prahy studovat práva. Zapojil se do činnosti katolických studentských organizací a také protinacistického odboje. V listopadu 1939 se účastnil příprav pohřbu Jana Opletala. Stejně jako stovky dalších mladých lidí byl poté internován v koncentračním táboře Sachsenhausen, odkud byl propuštěn až v roce 1942.
Během květnového povstání v závěru 2. světové války organizoval bojové skupiny studentů v Praze i dalších městech. Zastával hodnoty prvorepublikové demokracie, byl činný i v československé straně lidové.

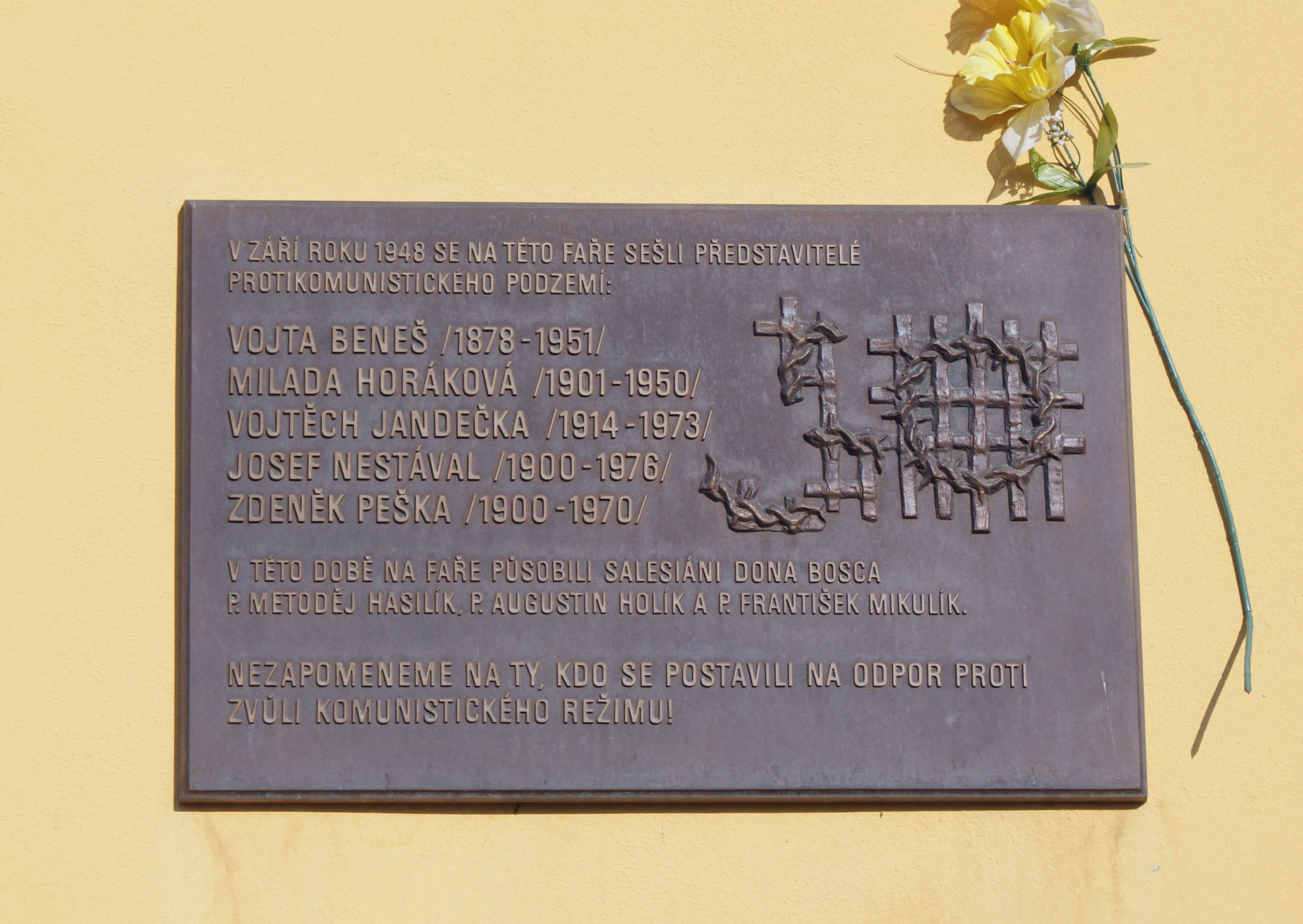
Pamětní deska na vinořské faře z roku 2002

Ve svém politickém angažmá pokračoval i po únoru 1948. Na podzim téhož roku svolal k salesiánskému faráři na faru do Vinoře tajnou schůzku, které se dále účastnila Milada Horáková, bratr tehdy již bývalého prezidenta Edvarda Beneše Vojta Beneš, Josef Nestával a Zdeněk Peška. Schůzku se však nepodařilo utajit. Jandečka byl v lednu 1949 obviněn z toho, že jeho cílem na schůzce bylo založit ústředí protikomunistického odboje. Za několik měsíců později byl pro velezradu odsouzen ke dvaceti letům odnětí svobody.
V květnu 1960 byl po amnestii podmínečně propuštěn. Krátce poté byl však opět znovu zatčen - tentokrát s odůvodněním, že chystá přípravu znovuobnovení křesťansko-demokratické strany. Jeho činnost byla kvalifikována jako „podvracení republiky“ a dr. Jandečka byl odsouzen k dalším čtyřem letům odnětí svobody a dokončení trestu prvního. Vzhledem k vážnému zdravotnímu stavu mu byl na žádost rodiny koncem roku 1964 zbytek trestu prominut.
V květnu 1969 byl zvláštním senátem Městského soudu v Praze plně rehabilitován a jeho rozsudek z roku 1949 byl zrušen. 
Zemřel ve věku 58 let v nemocnici Na Františku.

## Ocenění
- vyznamenání od prezidenta Edvarda Beneše za účast v národním odboji
- vyznamenání Za věrnost (in memoriam), Český svaz bojovníků za svobodu, 1994